# Park Narodowy Aguaragüe
Park Narodowy Aguaragüe, właściwie Park Narodowy i Obszar Przyrodniczy Zintegrowanego Zarządzania Aguaragüe (hiszp. Parque nacional y área natural de manejo integrado Aguaragüe) – park narodowy w Boliwii położony w departamencie Tarija, w prowincji Gran Chaco (gminy Villamontes, Yacuiba i Caraparí). Został utworzony 20 kwietnia 2000 roku i zajmuje obszar 1083,07 km².

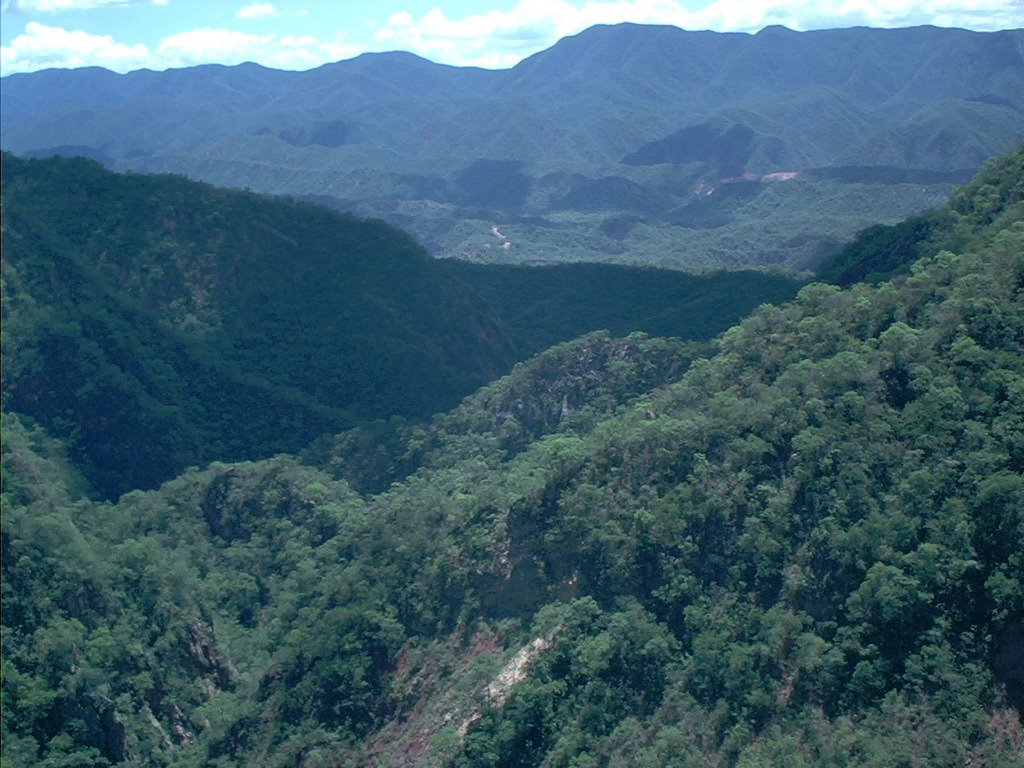
Pasmo górskie Aguaragüe

## Opis
Park znajduje się na wschodnich zboczach Andów, w dorzeczu rzeki Pilcomayo, na wysokościach od 750 do 1900 m n.p.m. Obejmuje większą część pasma górskiego Aguaragüe. Znajduje się na styku dwóch ekoregionów: tropikalnych wilgotnych lasów górskich Yungas i Chaco Serano w krainie geograficznej Gran Chaco.
Klimat umiarkowany. Średnia roczna temperatura latem to +21,5 °C. Zimą w dolinach często spada poniżej zera. Opady deszczu wahają się od 850 do 1000 mm rocznie.

## Flora
W lasach Yungas rośnie głównie narażony na wyginięcie (VU) Blepharocalyx salicifolius, a także Podocarpus parlatorei, Myrcianthes pseudomato, Cedrela lilloi, Juglans australis, Zanthoxylum coco, Phoebe porphyria, Ocotea ouberula, Viburnum seemannii i Chusquea lorenziana.
W ekoregionie Chaco Serano, u podnóża gór, występują takie gatunki roślin jak: zagrożone wyginięciem (EN) Schinopsis balansae i Amburana cearensis, narażona na wyginięcie (VU) Schinopsis haenkeana, a także aspidosperma biała, Myracrodruon urundeuva, Anadenanthera colubrina, Chorisia insignis i różne gatunki jadłoszynu i kaktusowatych.

## Fauna
Ssaki żyjące w parku to m.in.: narażone na wyginięcie (VU) mrówkojad wielki, pekari białobrody i tapir amerykański, a także tamandua południowa, mazama ruda, mazama szara, ostronos rudy, majkong krabożerny, jaguar amerykański, ocelot argentyński, ocelot wielki, bolita południowa, puklerznik sześciopaskowy, pancernik dziewięciopaskowy.
Ptaki to m.in.: zagrożona wyginięciem (EN) urubitinga czubata, narażone na wyginięcie (VU) ara zielona, kondor wielki i amazonka żółtouda, a także grzywoszyjka amazońska, czakalaka bura, kariama czarnonoga, sępnik różowogłowy, penelopa czerwonolica, amazonka niebieskoczelna, gołąbeczek białoskrzydły, tukan wielki.
Gady tu występujące to m.in.: teju brazylijski, grzechotnik straszliwy, Micrurus annellatus, a płazy to m.in.: Rhinella schneideri, Rhinella spinulosa, Hyla albonigrata i Hyla marianitense.